# Туренко, Анатолий Николаевич
Анатолий Николаевич Туренко (24 февраля 1940, Каменка, Кировоградская область — 1 ноября 2020, Харьков) — украинский учёный-автотранспортник. Ректор Харьковского национального автомобильно-дорожного университета (1992—2020), доктор технических наук (1998), заслуженный деятель науки и техники Украины (1999).

## Биография
Родился в семье служащих. Отец Николай Емельянович — участник Второй мировой войны. Мать Галина Денисовна — медицинская сестра.
Уже в средней школе Анатолий Туренко проявил незаурядные способности к математике и точным наукам (окончил в 1956 году), в 1959 окончил Кировоградский техникум механизации и электрификации сельского хозяйства (с отличием). 1959—1962 гг. — служба в армии. С отличием в 1967 году окончил автомобильный факультет Харьковского автомобильно-дорожного института (ХАДИ) по специальности инженер-механик и поступает в аспирантуру.
Во время учёбы проявил себя как общественный деятель и организатор — был избран секретарём комитета комсомола, возглавлял районную и областную студенческие автоколонны на целинных землях Казахстана в Кустанайской области (1964—1965 гг.), в связи с чем удостоен правительственной награды — медали «За освоение целинных и залежных земель».
Ассистент (1968—1973) кафедры автомобилей ХАДИ. В эти годы им была подготовлена и защищена (1973) на звание к.т. н. работа «Исследование закрытых дисковых тормозов для тяжёлых грузовых автомобилей», что открыло новое прогрессивное направление исследований в автомобилестроении. Анатолия Николаевича избирают доцентом, он посвящает себя научной и преподавательской деятельности.
Уже через три года его назначают деканом автомобильного факультета (1976—1981 гг.), удостаивают звания профессора (ещё до защиты докторской диссертации (тема: «Повышение эффективности торможения грузовых и пассажирских автотранспортных средств с пневматическим тормозным приводом») в 1998 г.). В 1981—1992 гг. он назначен проректором по учебной работе и первым проректором ХАДИ.
В 1992 г. собранием трудового коллектива института он избран ректором ХАДИ (сейчас носит название Харьковский национальный автомобильно-дорожный университет), обязанности которого исполнял по 2020.

## Организационно-научная деятельность
В 1990-х годах Анатолия Николаевича избирают почётным профессором
- Сианьського автомобильно-дорожного института (1993 г.),
- Московского автомобильно-дорожного технического университета (1995 г.),
- Харьковского государственного технического университета сельского хозяйства (2000) и
- Белгородского государственного технологического университета им. В. Г. Шухова (2007 г.),

В 2005 году он был избран
- Почётным академиком Харьковского национального технического университета сельского хозяйства.

А. Н. Туренко избирают:
- членом комитета по государственным премиям Украины в области науки и техники (в 1997),
- членом Международной ассоциации по автомобильному и дорожному образованию (в 1999 году),
- членом Национального мониторингового комитета (НМК) Украины (Австрия, в 2000 году).[1]

Анатолий Туренко являлся:
- действительным членом Транспортной академии Украины (ТАУ)
- вице-президентом ТАУ, руководитель Северо-Восточного научного центра ТАУ (1993)
- академиком Нью-Йоркской академии, США (1996);
- действительным членом Российской академии транспорта (1999)
- академиком международной академии человека в аэрокосмических системах (2001)

## Награды и премии
Профессор Туренко являлся руководителем научной школы «Динамика торможения и тормозные системы автомобилей». Научное направление, возглавляемое Туренко, и достижения созданной им школы, достойно оценены государством.
Награды СССР
- Медаль «За освоение целинных земель» (1964),
- Медаль «За трудовую доблесть» (1970),

Награды Украины и др. (после 1991 г.)
- А. Н. Туренко и девять его учеников Указом Президента Украины удостоены Государственной премии Украины в области науки и техники (1998)
- Заслуженный деятель науки и техники Украины (1999),
- «Почётная грамота» Кабмина Украины (2000),
- «Почётная грамота» Верховной Рады Украины (2002),
- лауреат Международной Премии «Золотой Меркурий» (2003, Англия).
- Орден князя Ярослава Мудрого V степени (2004).